# Kibo (Berg)
Der Kibo (Swahili, deutsch: „Der Helle“) ist mit 5895 m der höchste Berg Afrikas und zählt somit zu den Seven Summits. Er befindet sich im Kilimandscharo-Massiv, dem höchsten Bergmassiv des Kontinents. Oft wird als Bezeichnung für den höchsten Berg Afrikas der Name Kilimandscharo verwendet, was aber topografisch nicht korrekt ist, da dies der Name des gesamten Hochgebirges ist.
Seine Erstbesteigung gelang am 6. Oktober 1889 dem deutschen Afrikaforscher Hans Meyer und dem österreichischen Alpinisten Ludwig Purtscheller. Meyer taufte die höchste Erhebung des Kraterrandes Kaiser-Wilhelm-Spitze.
Der Kibo ist ein Teil des Weltnaturerbes, zu dem das Kilimandscharo-Massiv 1987 von der UNESCO erklärt wurde.

## Geographie
Der Kibo befindet sich etwa 340 Kilometer südlich des Äquators im Nordosten von Tansania. Er ist der höchste der drei ruhenden Vulkane (nur mit fumarolischer Aktivität) des Kilimandscharo-Massivs, das sich am Rand des östlichen Asts (Eastern Rift) des Ostafrikanischen Grabens im Kilimandscharo Nationalpark befindet. Sein höchster Gipfel wird Uhuru Peak genannt (Uhuru (Swahili), deutsch: „Freiheit“).
Der Kibo befindet sich rund 10 km westlich des Mawenzi (5148 m), mit dem er durch einen durchschnittlich etwa 4300 m hohen Sattel verbunden ist. Über diesen weit ausgedehnten Sattel, auf dem meist eine öde Kältewüste vorherrscht, ragt sein Gipfel 1598 m empor. In Richtung Westen fällt das Gelände zum plateauartigen Shira (3962 m) ab, der ungefähr 15 km vom Kibo entfernt ist.

## Landschaftsbild

Blick ins Kraterloch. Aufnahme vom 8. Januar 1930 von Walter Mittelholzer

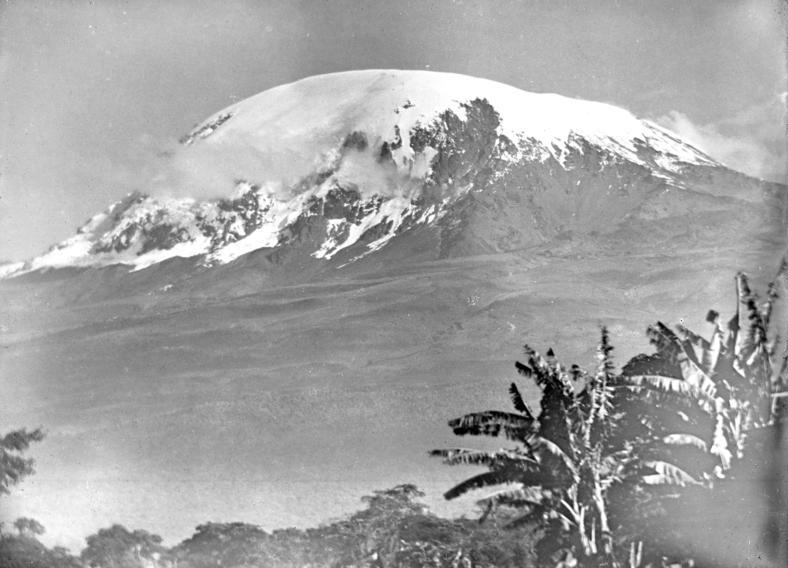
Der Kibo (zwischen 1906 und 1918)

Die Gipfelregionen am Kibo sind noch teilweise vergletschert, wobei die Reste der Eiskappe immer kleiner werden (siehe hierzu auch Landschaftsbild am Kilimandscharo). Es wurde prognostiziert, dass das Eis am Kilimandscharo in den kommenden Jahrzehnten abschmelzen wird.
Auf dem weitläufigen Gipfel befindet sich in der Frostschuttwüste der 1,9 mal 2,4 Kilometer große Kibo-Krater mit Eis- und Firnbereichen. Innerhalb dieses Kraters liegt die Inner Cone, der bis 5835 m hohe Kraterrand des Reusch-Kraters, der etwa 800 m Durchmesser aufweist und rund 200 m tief ist.

## Bergsteigen
Die Besteigung des Kibo bzw. des Uhuru Peak bietet Bergsteigern nur geringe technische Schwierigkeiten. Üblicherweise werden für Auf- und Abstieg fünf Tage gerechnet. Es ist empfehlenswert, um eine minimale Höhenanpassung zu erreichen, ein bis zwei weitere Tage einzuplanen. Der Aufstieg ist gebührenpflichtig; zudem ist die Beauftragung eines Dschagga-Führers sowie die Beschäftigung einheimischer Träger vorgeschrieben. Der Weg zum Gipfel führt meistens über die Marangu-Route (siehe hierzu auch Bergsteigen am Kilimandscharo).

## Gipfel

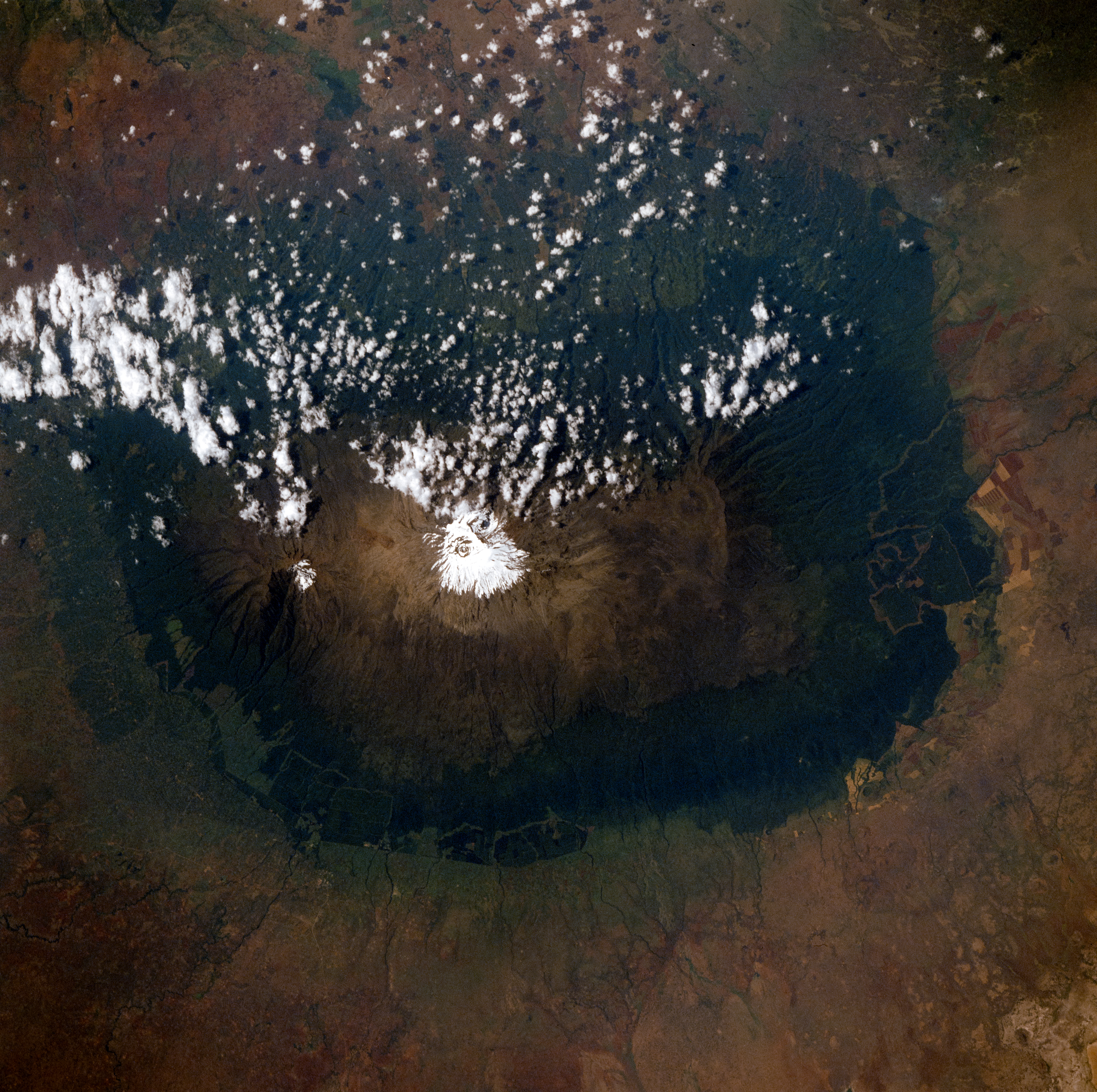
Satellitenbild des Kilimandscharo-Massivs mit dem weißen Eis- und Schneefleck des Kibo in der Bildmitte
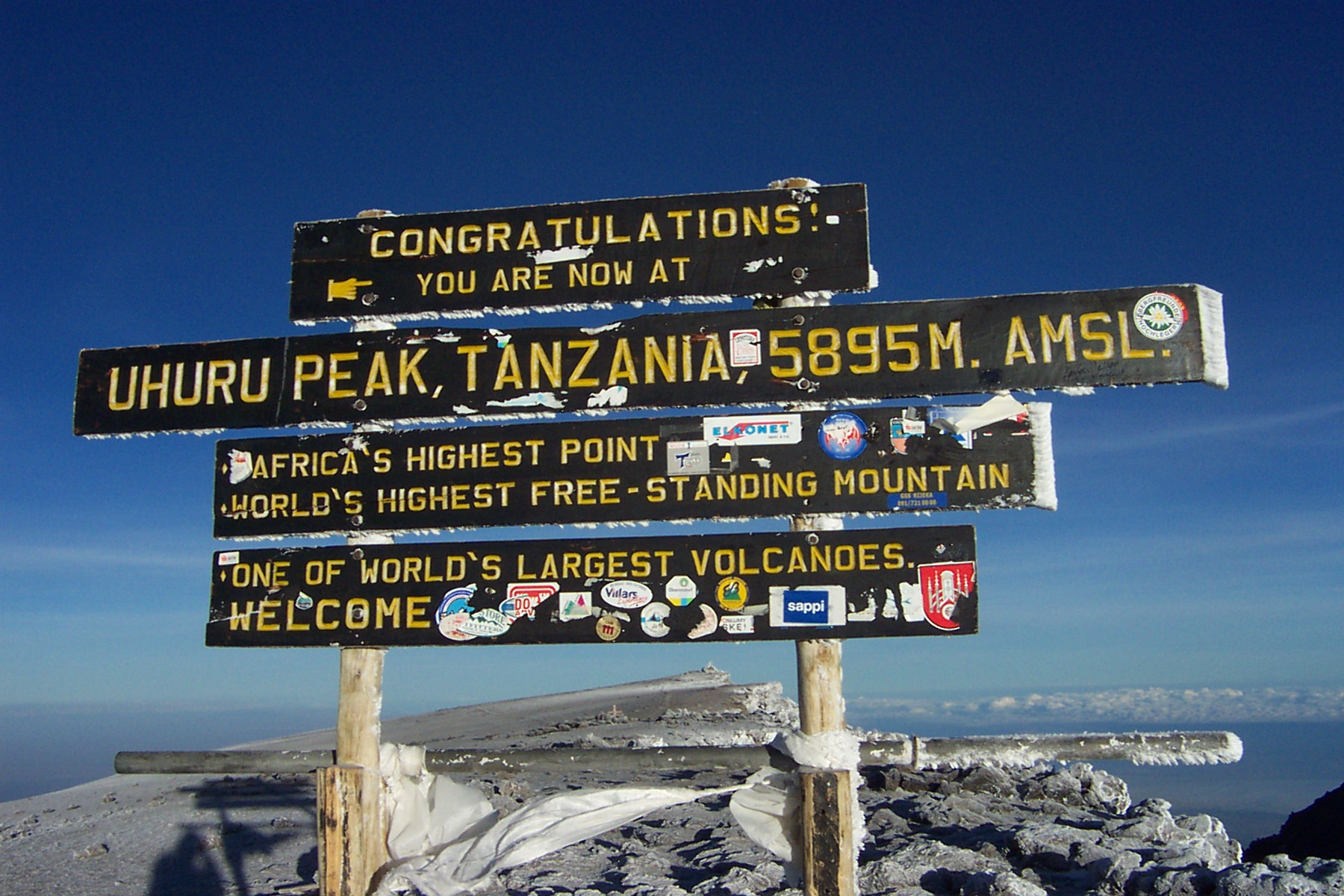
Schildkombination 1 am Uhuru Peak
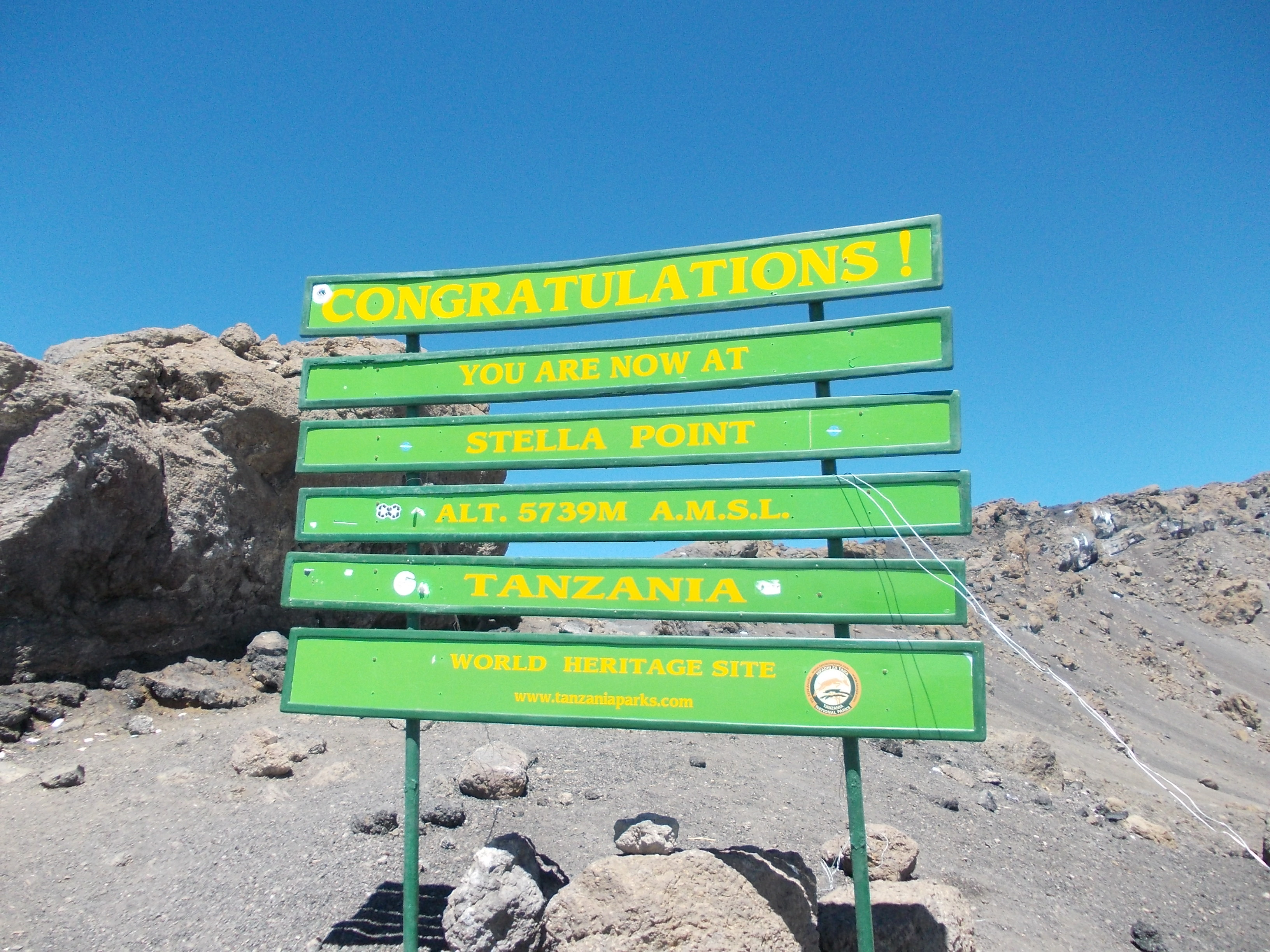
Stella Point ab 2011

Die höchste Stelle auf dem Kibo ist der am südwestlichen Kraterrand gelegene Uhuru Peak, der zur Zeit der deutschen Kolonialherrschaft Kaiser-Wilhelm-Spitze hieß und als höchster Berg des deutschen Kaiserreiches galt.